# خايمي ماتا
خايمي ماتا (بالإسبانية: Jaime Mata Arnaiz)‏ (24 أكتوبر 1988 بمدريد في إسبانيا - ) هو لاعب كرة قدم إسباني في مركز الهجوم. لعب مع رايو فايكانو ب ونادي جيرونا ونادي ليدا وGaláctico Pegaso ‏ وCD Móstoles ‏ وUD Socuéllamos ‏.

## وصلات خارجية
- خايمي ماتا على موقع الاتحاد الأوربي (الإنجليزية)
- خايمي ماتا على موقع قاعدة بيانات كرة القدم.إي يو (الإنجليزية)
- خايمي ماتا على موقع ناشيونال فوتبول تيمز (الإنجليزية)
- خايمي ماتا على موقع Soccerbase.com (لاعب) (الإنجليزية)
- خايمي ماتا على موقع Soccerway.com (الإنجليزية)
- خايمي ماتا على موقع AS.com (الإسبانية)